# Scaura argyrea
Scaura argyrea är en biart som först beskrevs av Cockerell 1912.  Scaura argyrea ingår i släktet Scaura och familjen långtungebin. Inga underarter finns listade i Catalogue of Life.